# Alexandrovití
Alexandrovití (Psittaculidae) jsou jedna z šesti čeledí papoušků. Spolu s čeledí papouškovití patří k jednoznačně nejpočetnějším papouščím čeledím. Od papoušků z čeledi papouškovití se liší tím, že žijí v Asii, Africe, v Austrálii a v Oceánii, takže se díky tomu nazývají též jako papoušci Starého světa.

## Taxonomie
Čeleď alexandrovití se dělí na pět podčeledí: Agapornithinae (papoušíci a lorikulové), Loriinae (loriové, loríčci, viniové, charmozini a andulka), Platycercinae (rosely, pejové, kakarikiové, barnard, latamové, neofémy), Psittacellinae (pouze čtyři papoušci z rodu Psittacella) a Psittaculinae (alexandři, madové, eklektus, papoušínci a jiní australští papoušci). Ty se dále dělí na 45 rodů.

## Galerie

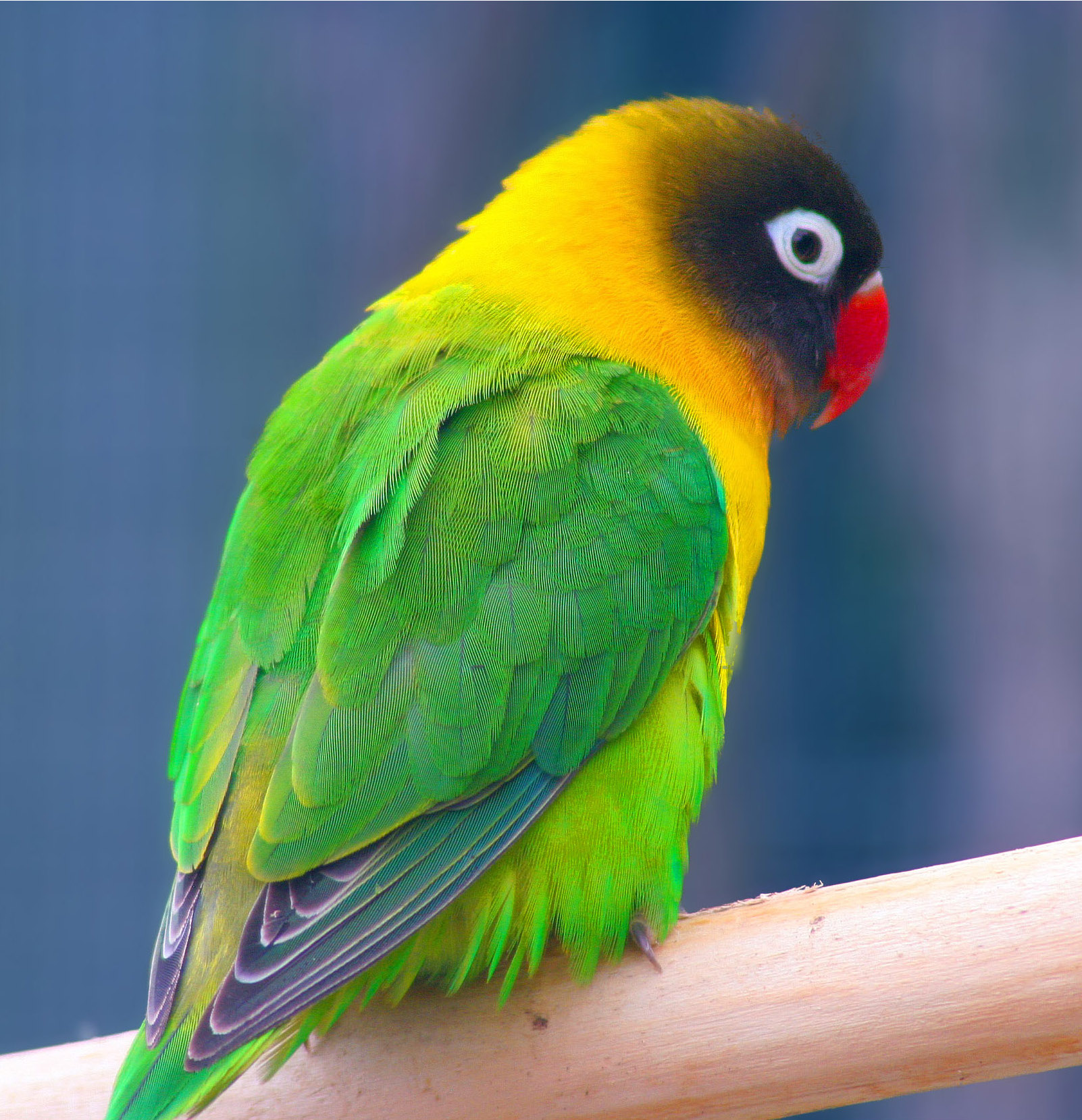
Papoušík škraboškový
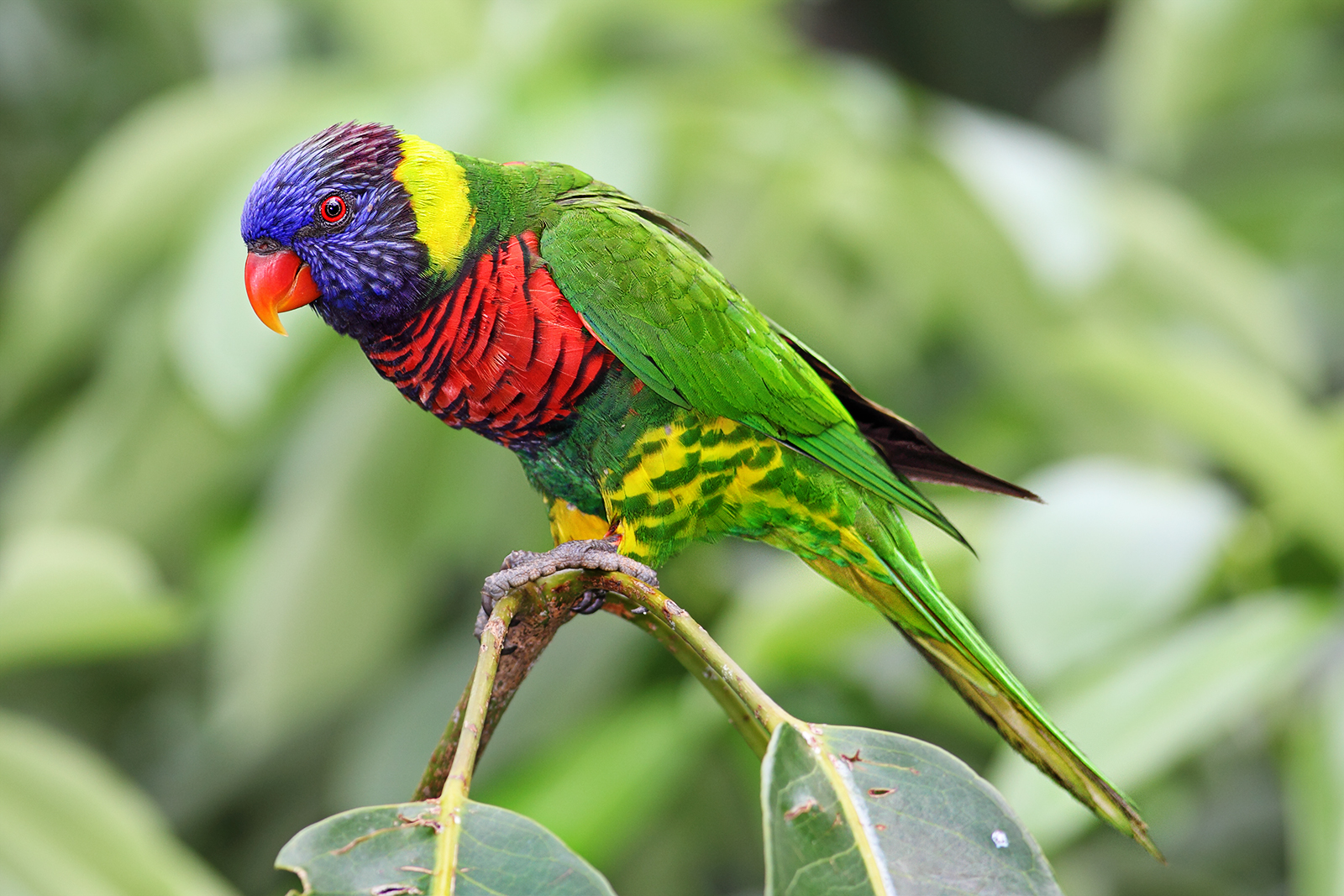
Lori mnohobarvý
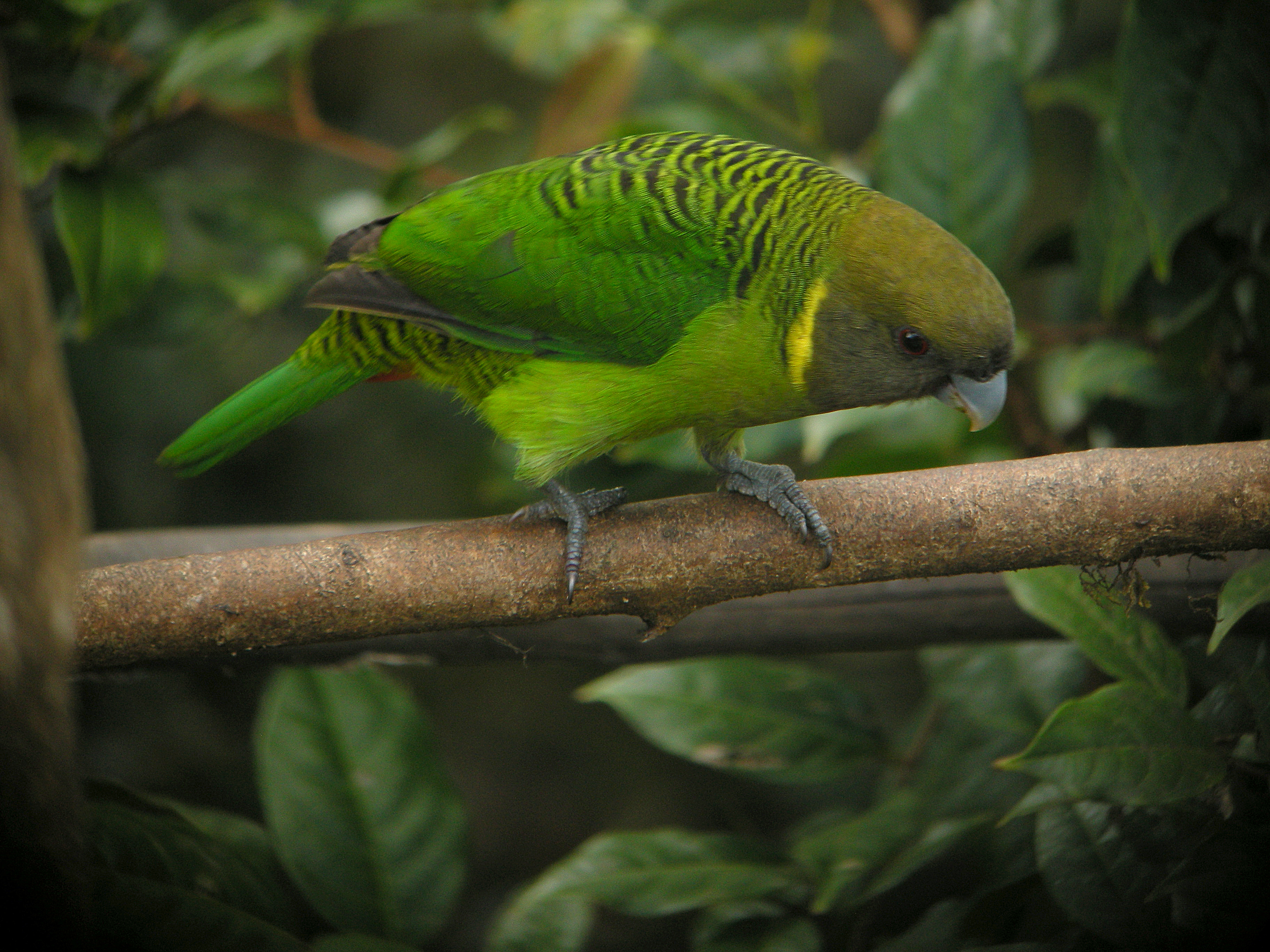
Papoušek Brehmův (rod Psittacella)
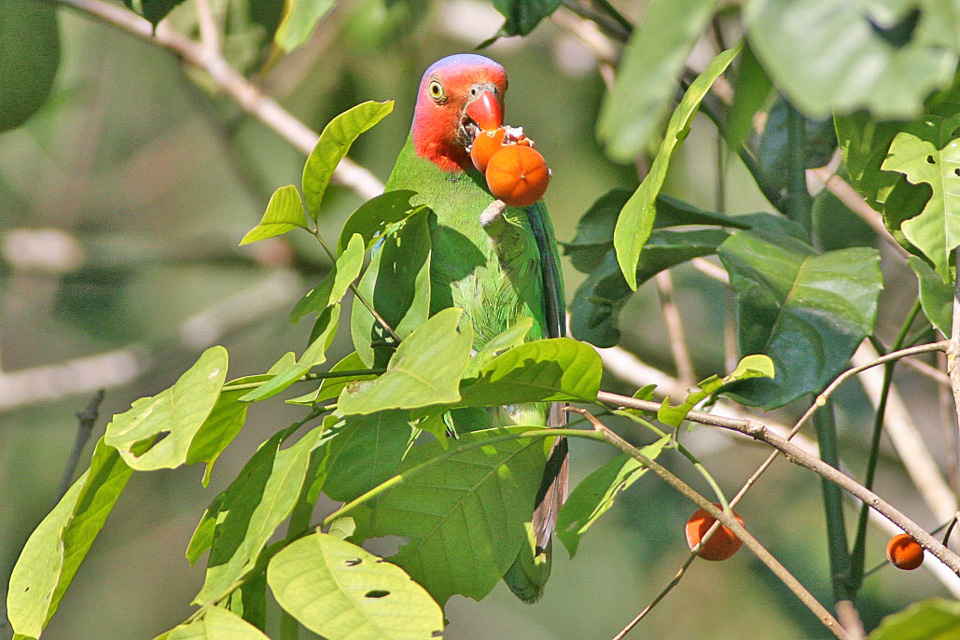
Papoušek uzdičkový
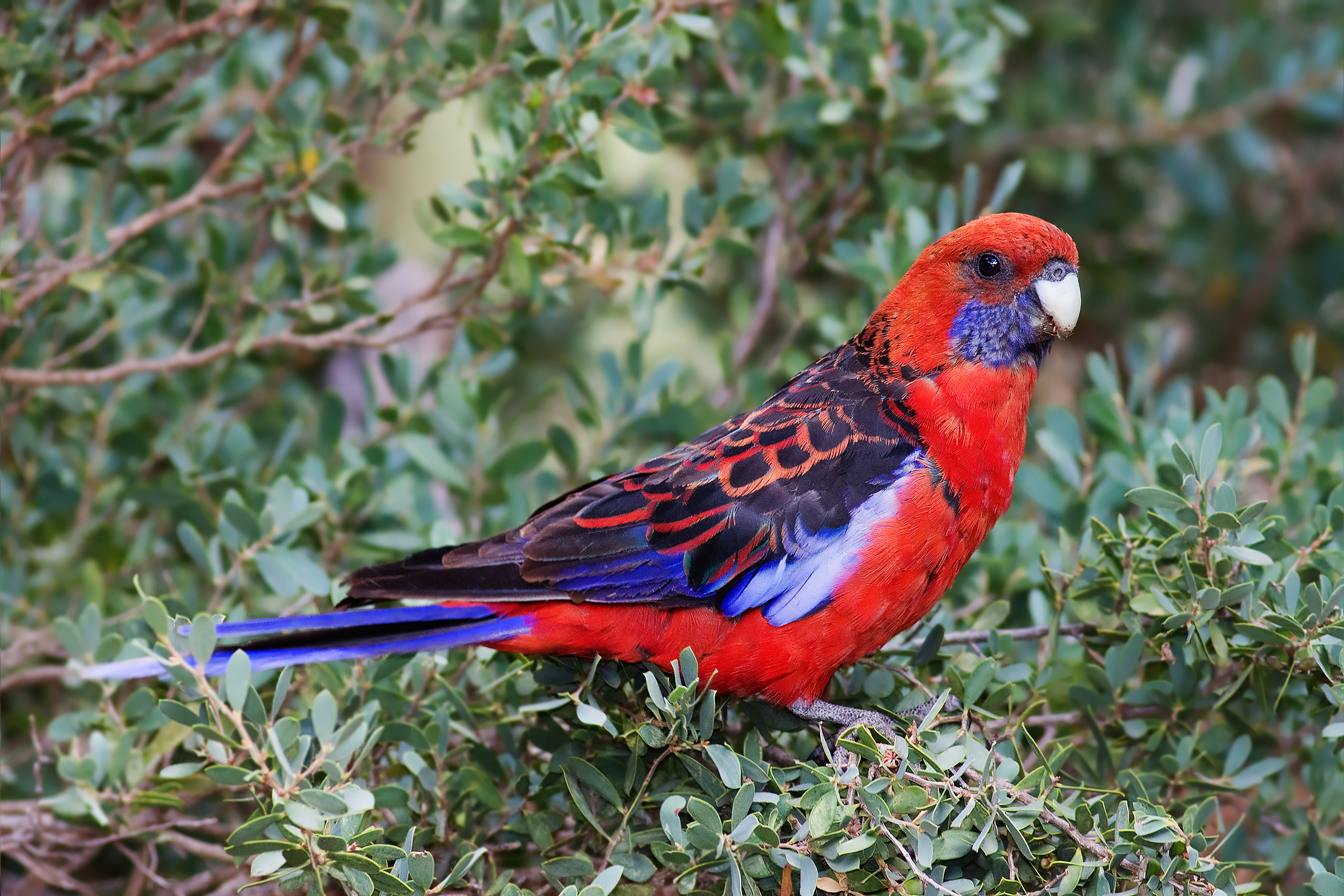
Rosela Pennantova
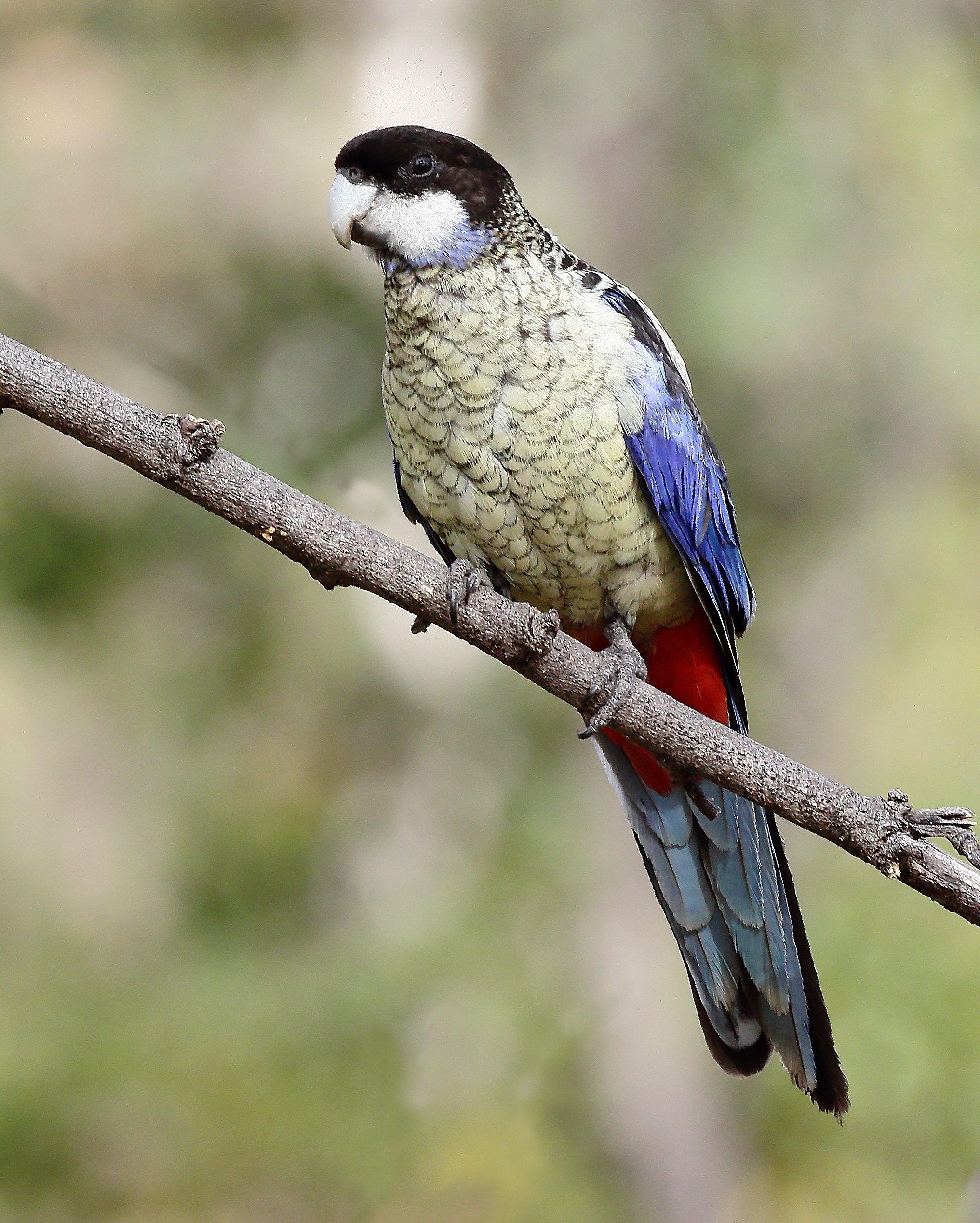
Rosela černohlavá
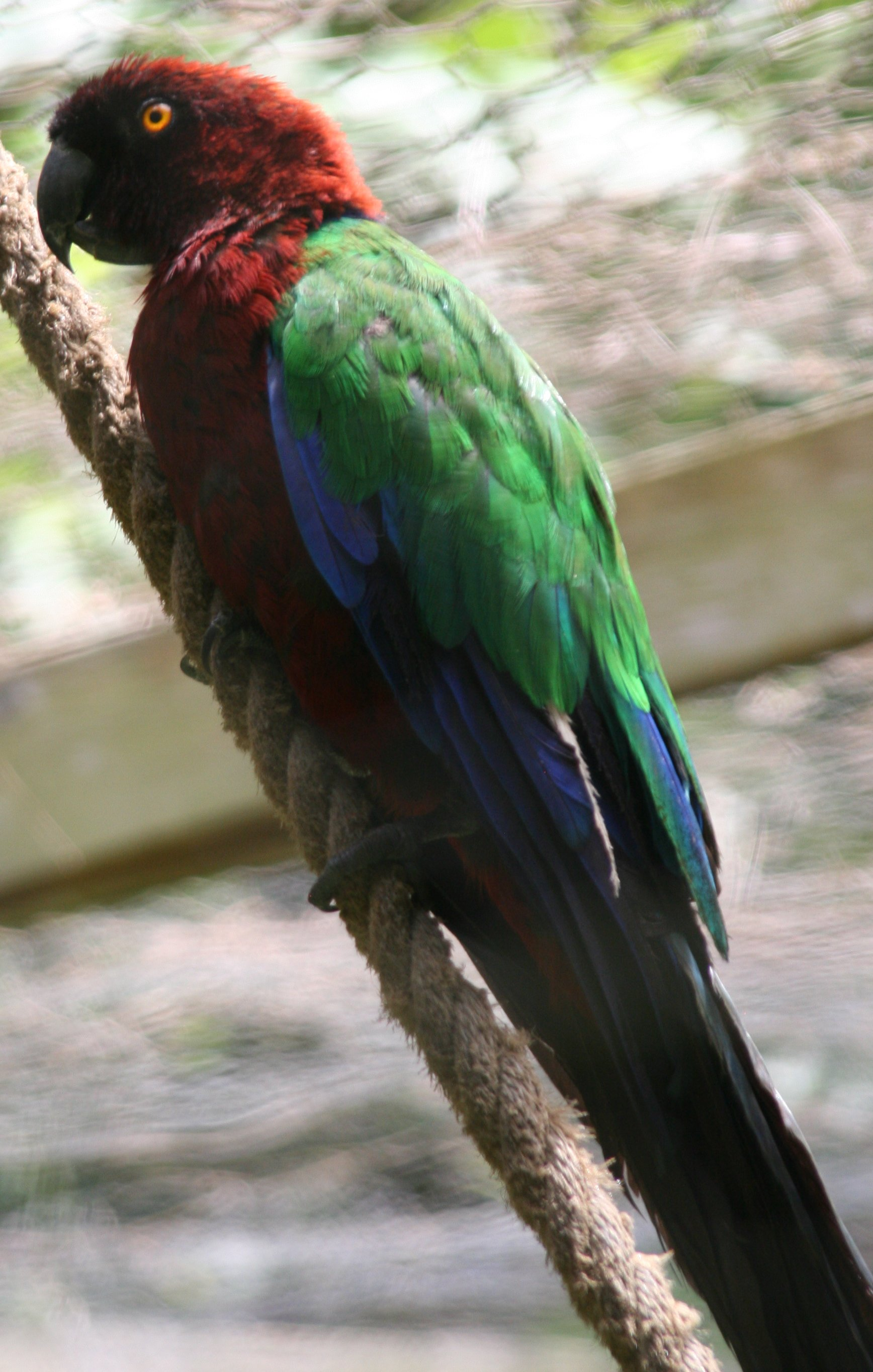
Peja červenolesklý
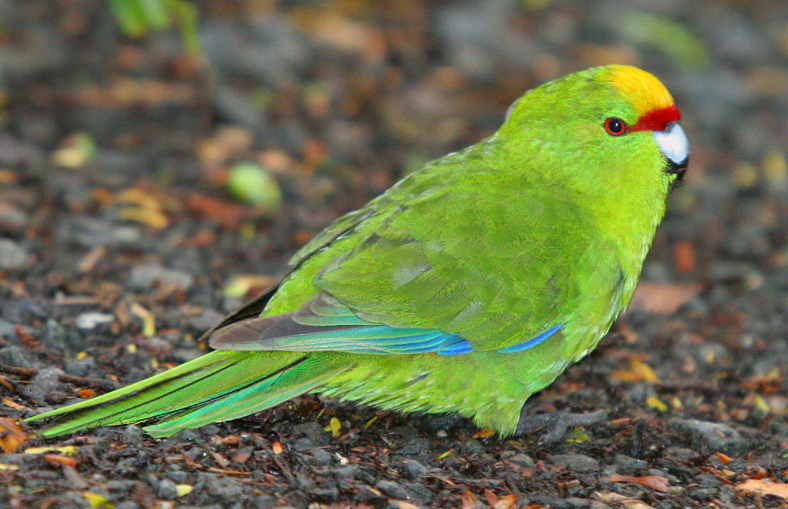
Kakariki žlutočelý
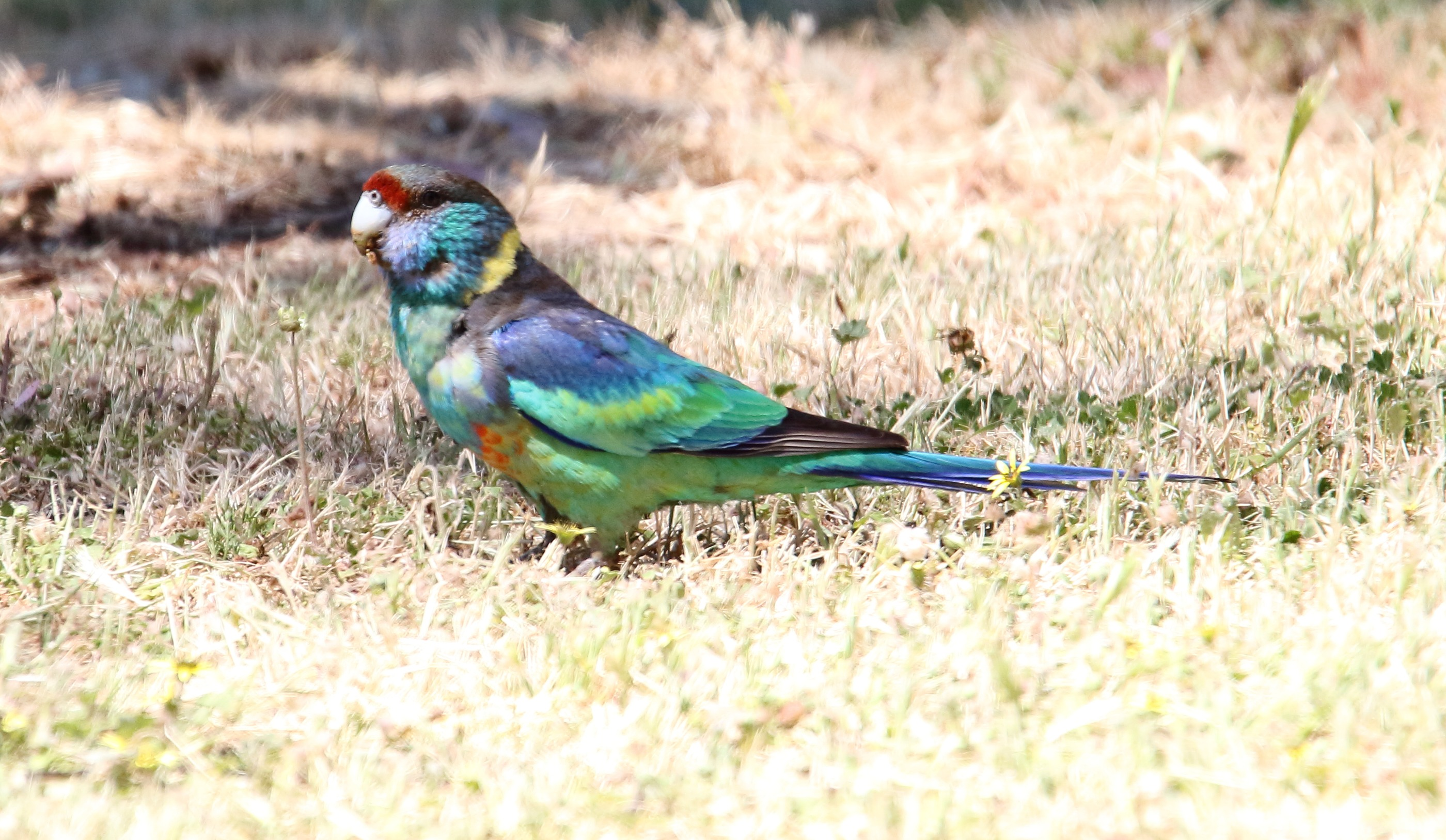
Barnard límcový
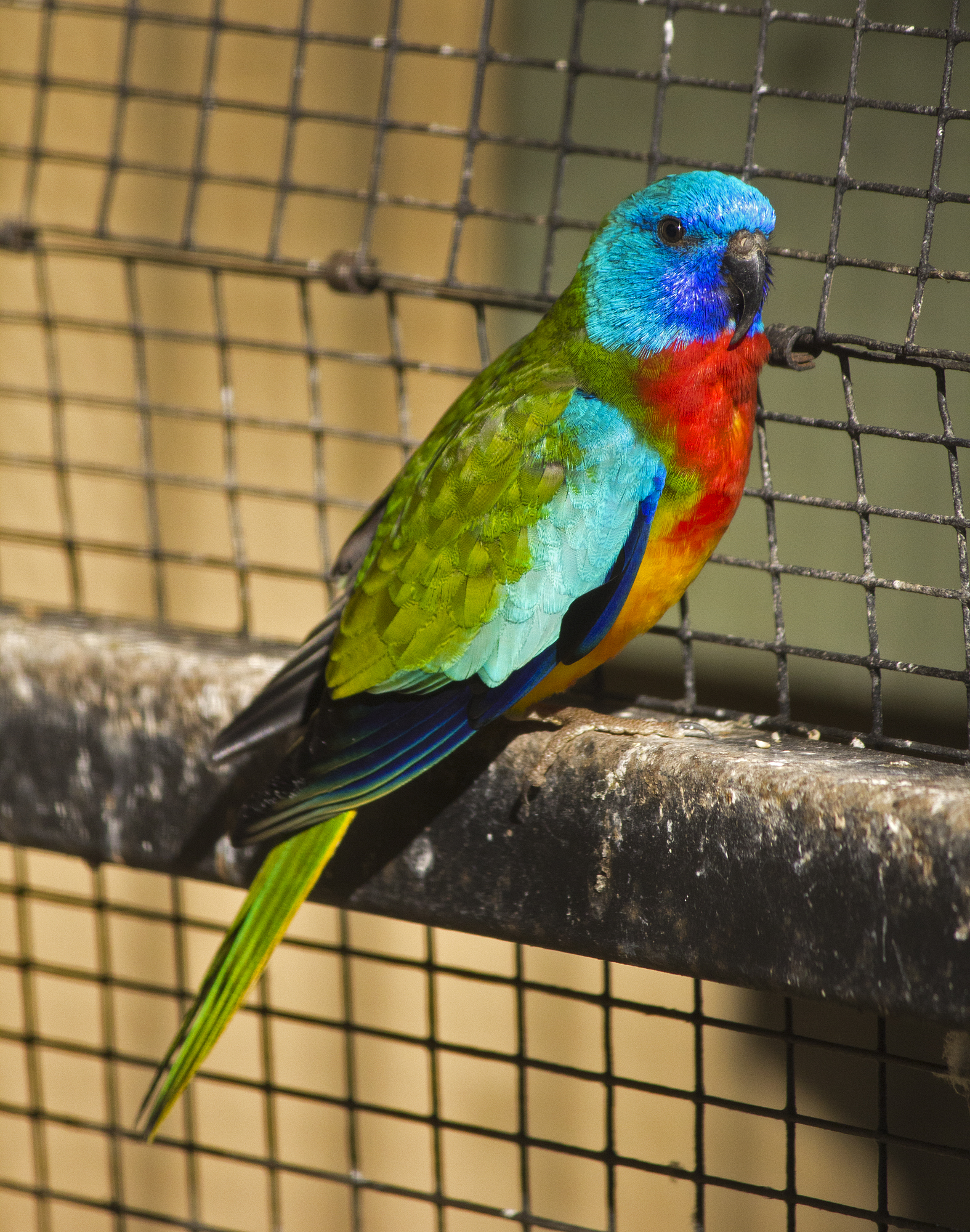
Neoféma modrohlavá
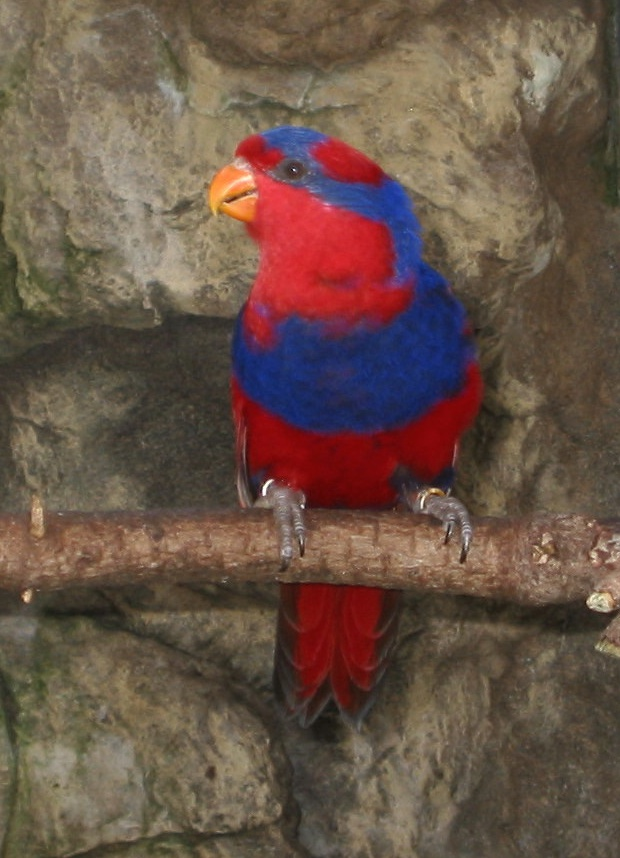
Lori modroprsý
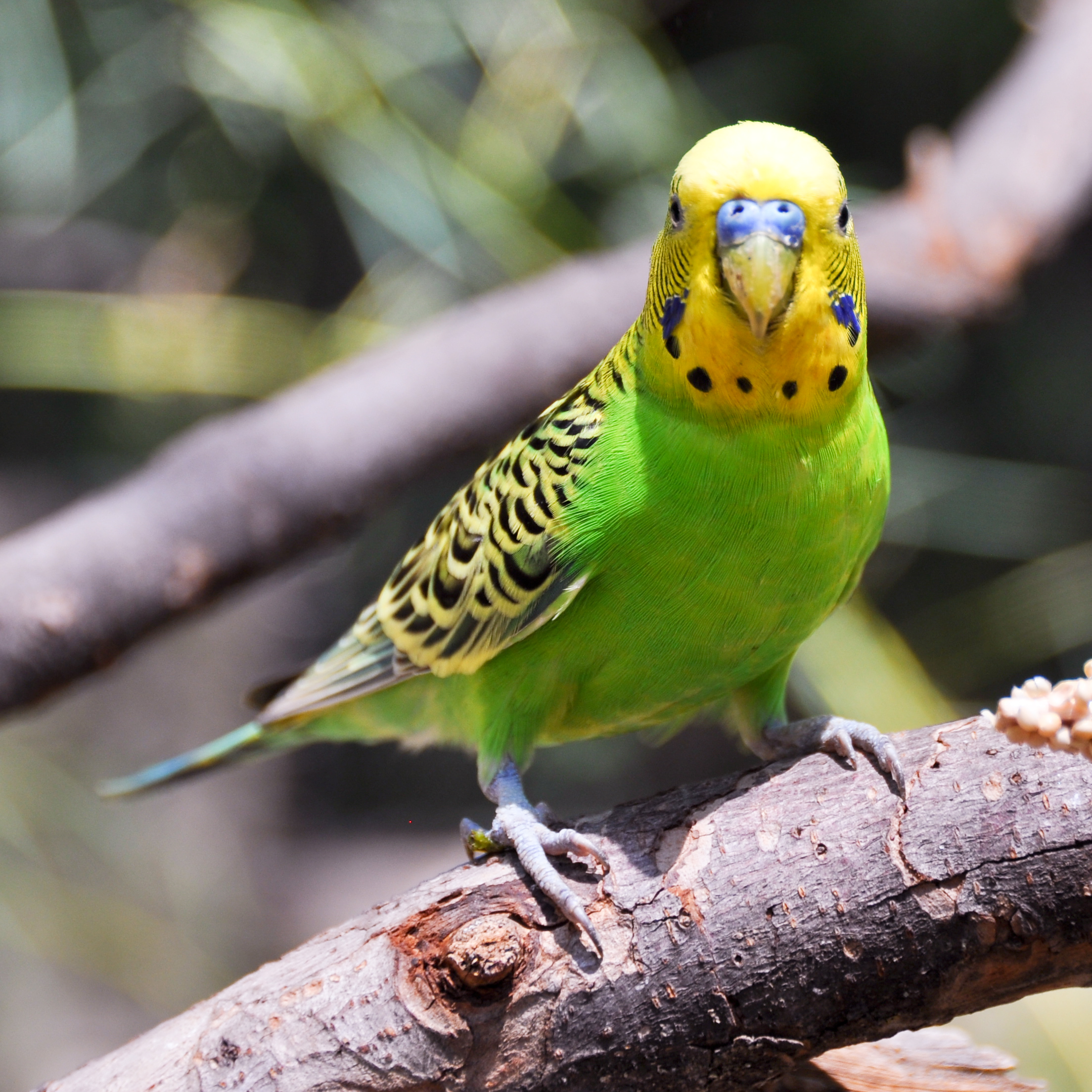
Andulka vlnkovaná
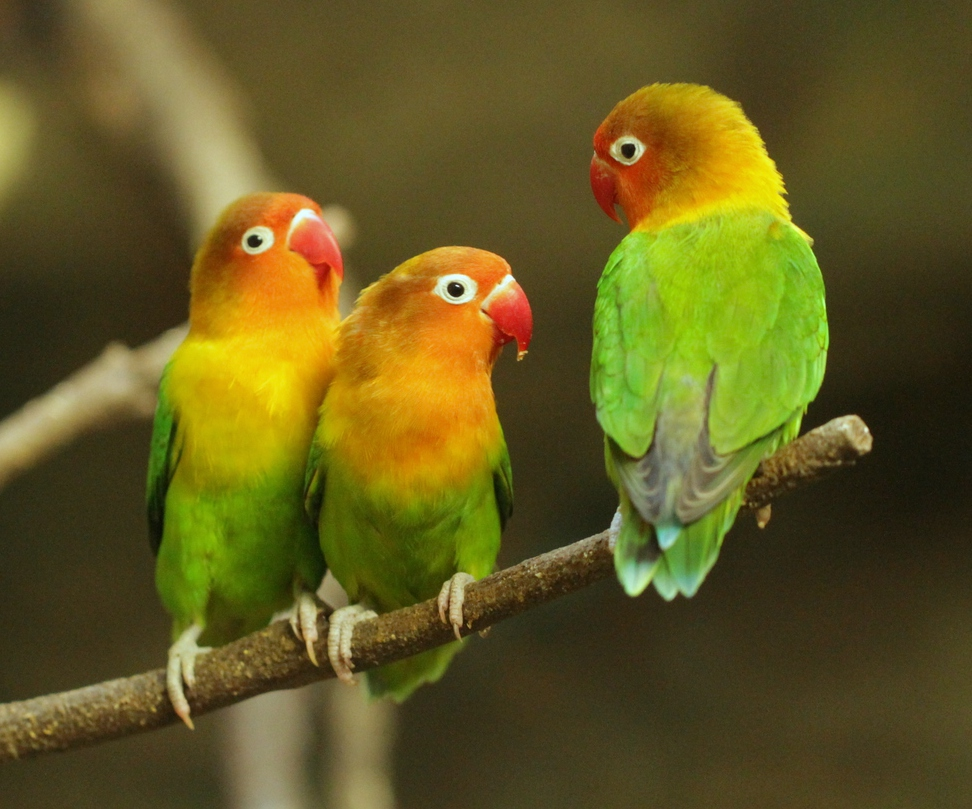
Papoušík Fischerův
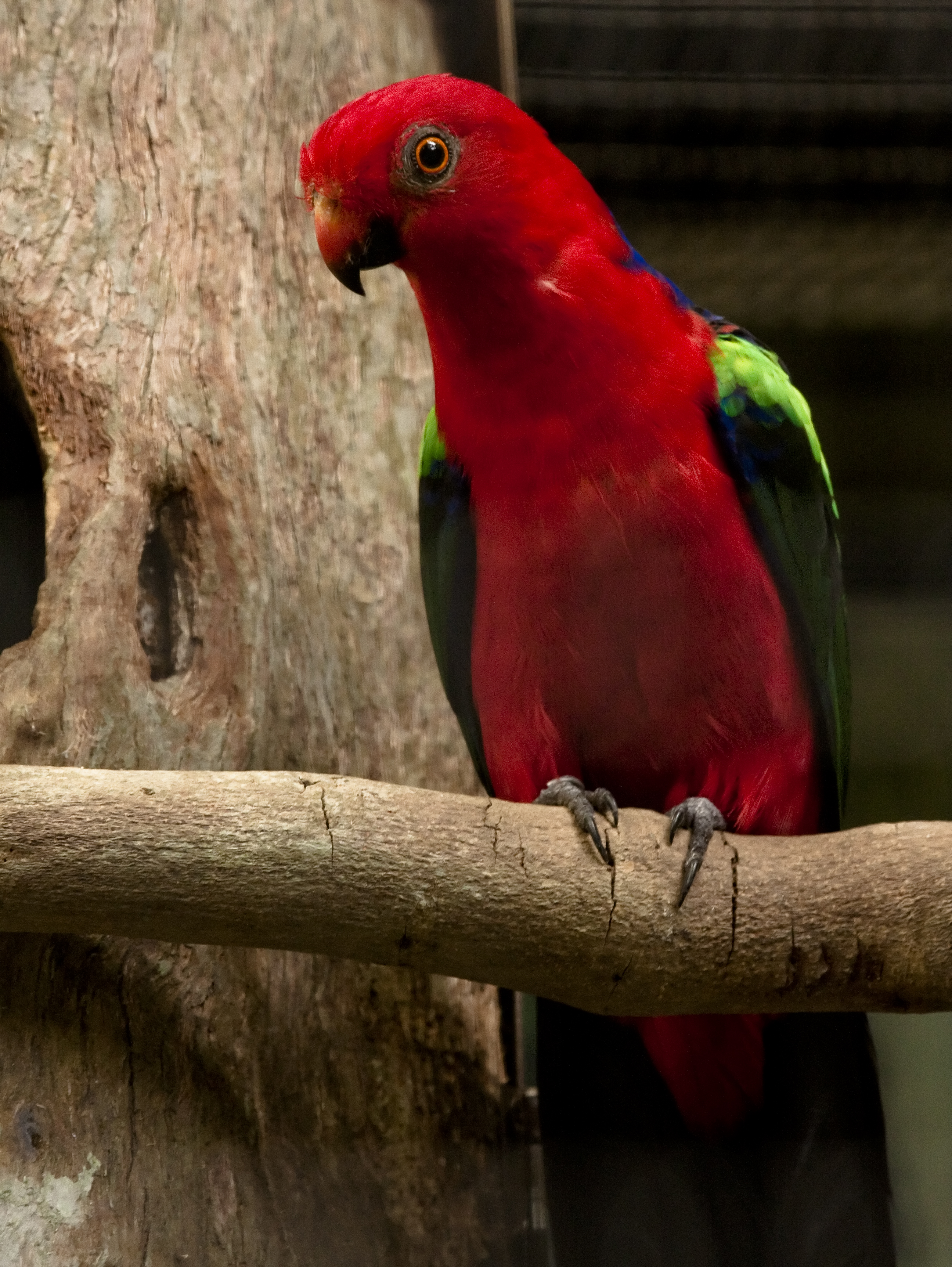
Papoušek karmínový
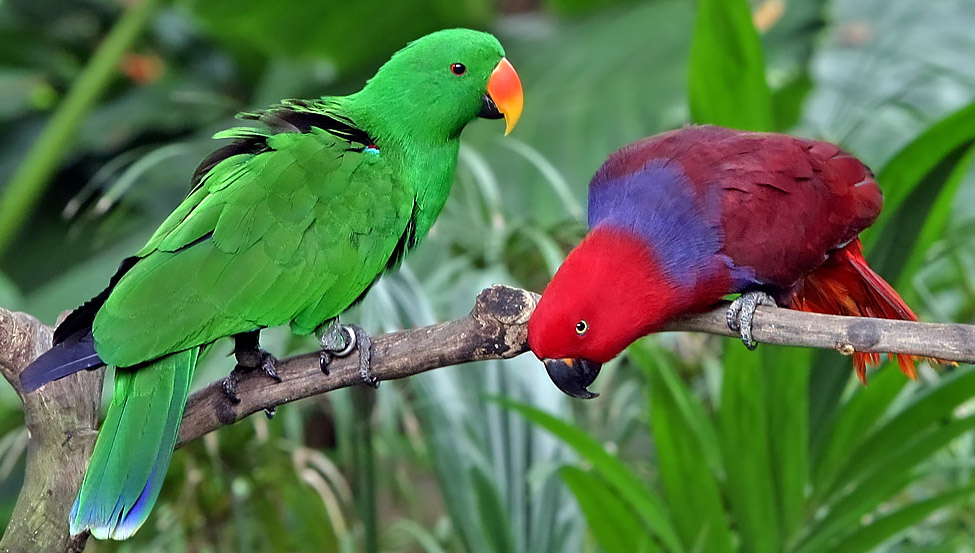
Eklektus různobarvý
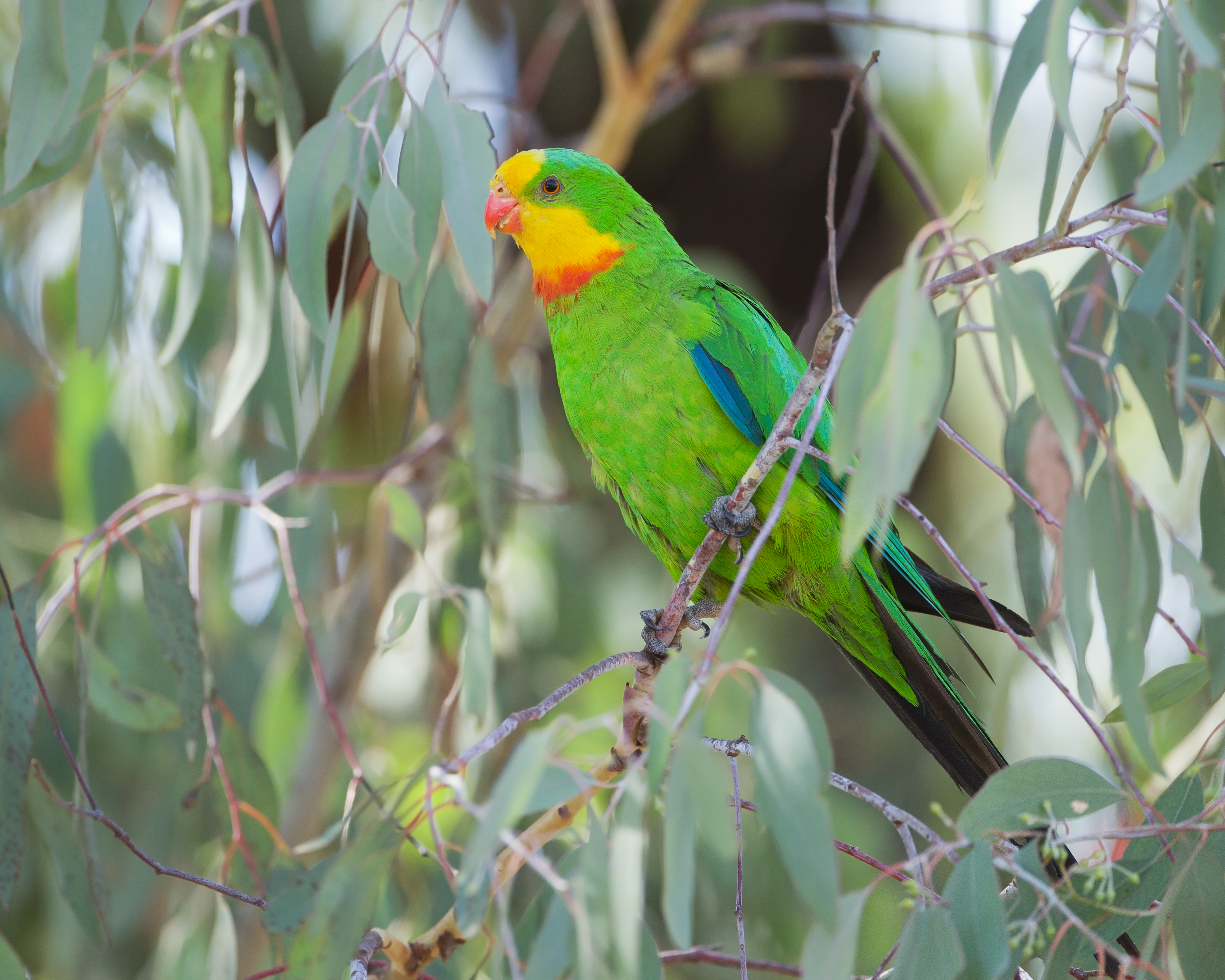
Papoušek nádherný
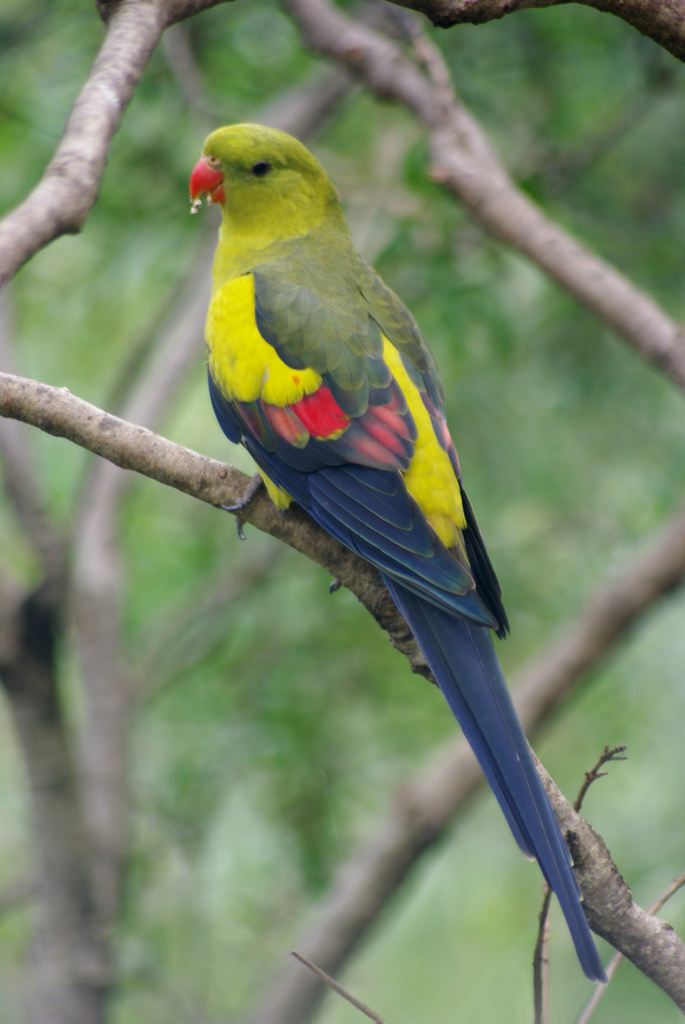
Papoušek kouřový
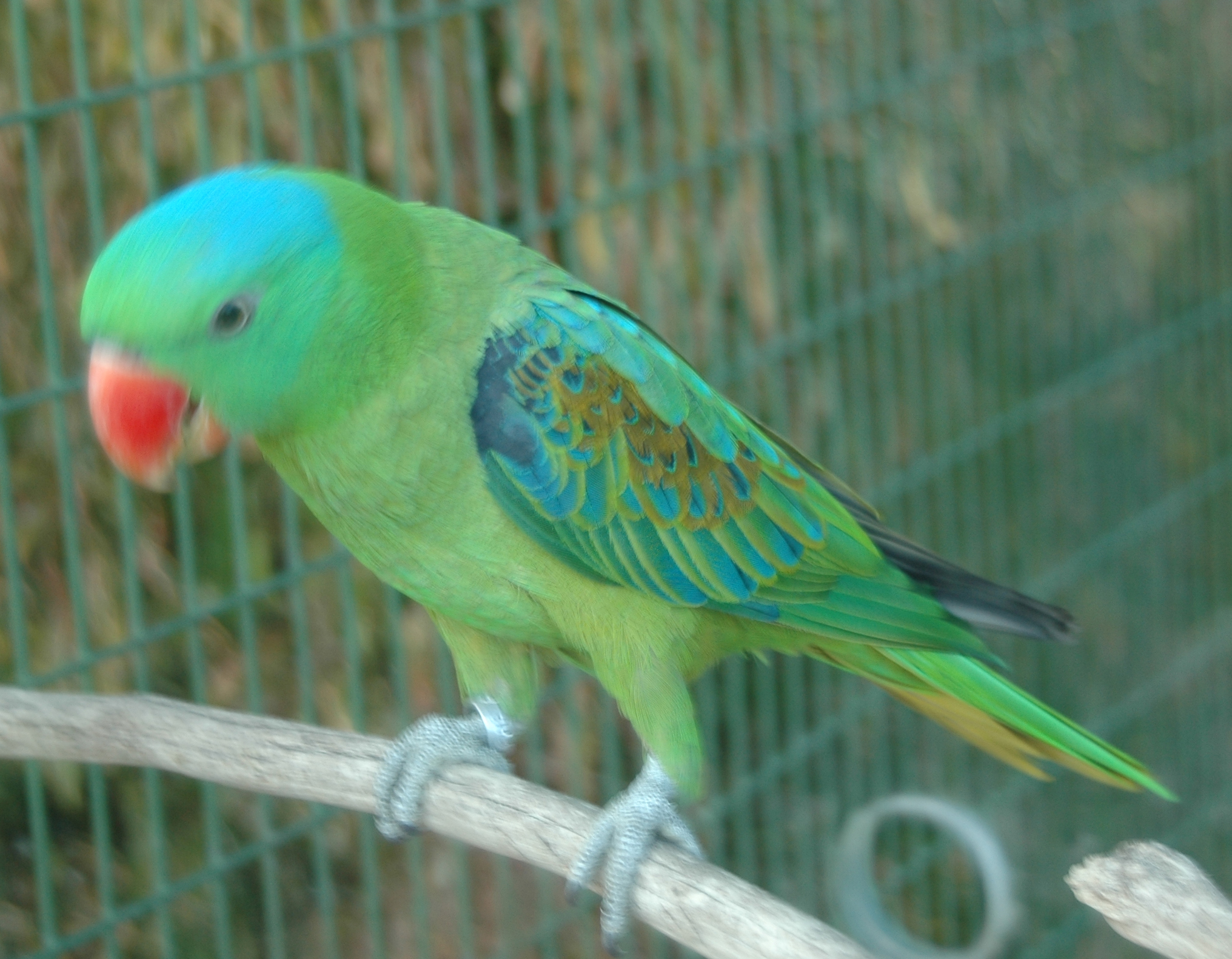
Mada modrotemenný
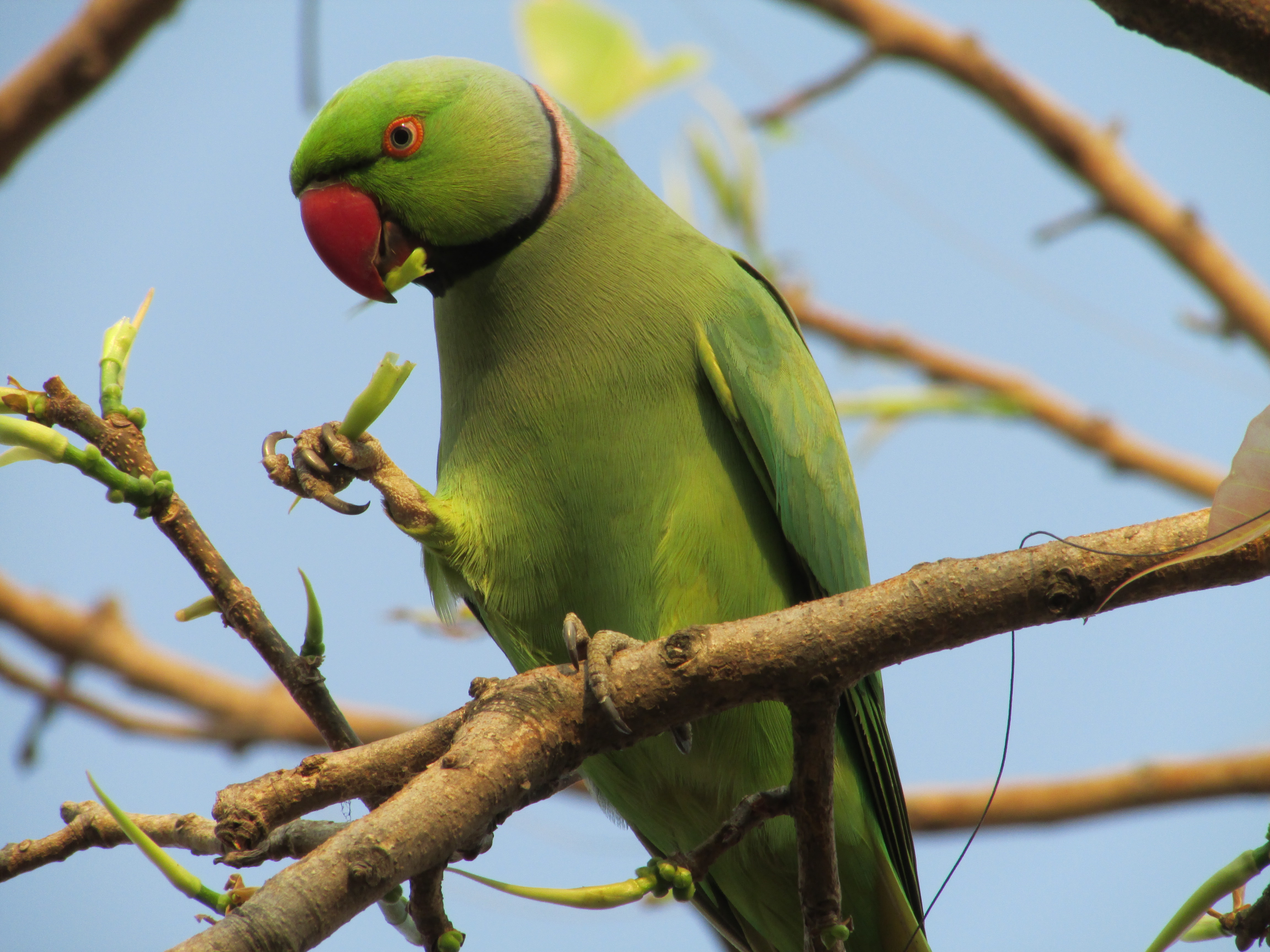
Alexandr malý
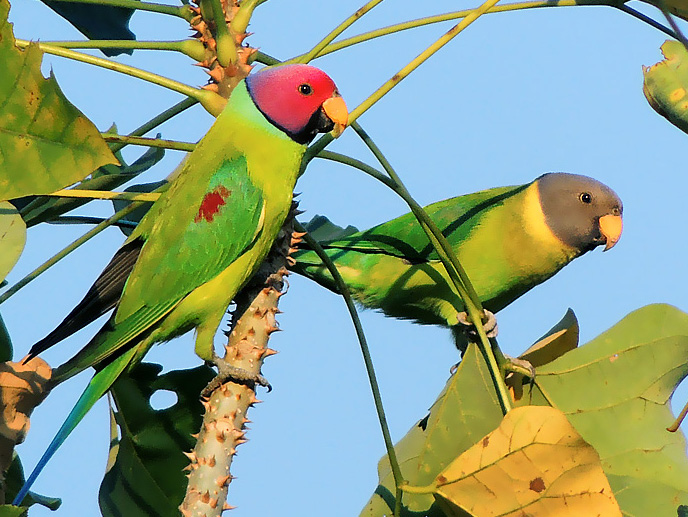
Alexandr rudohlavý
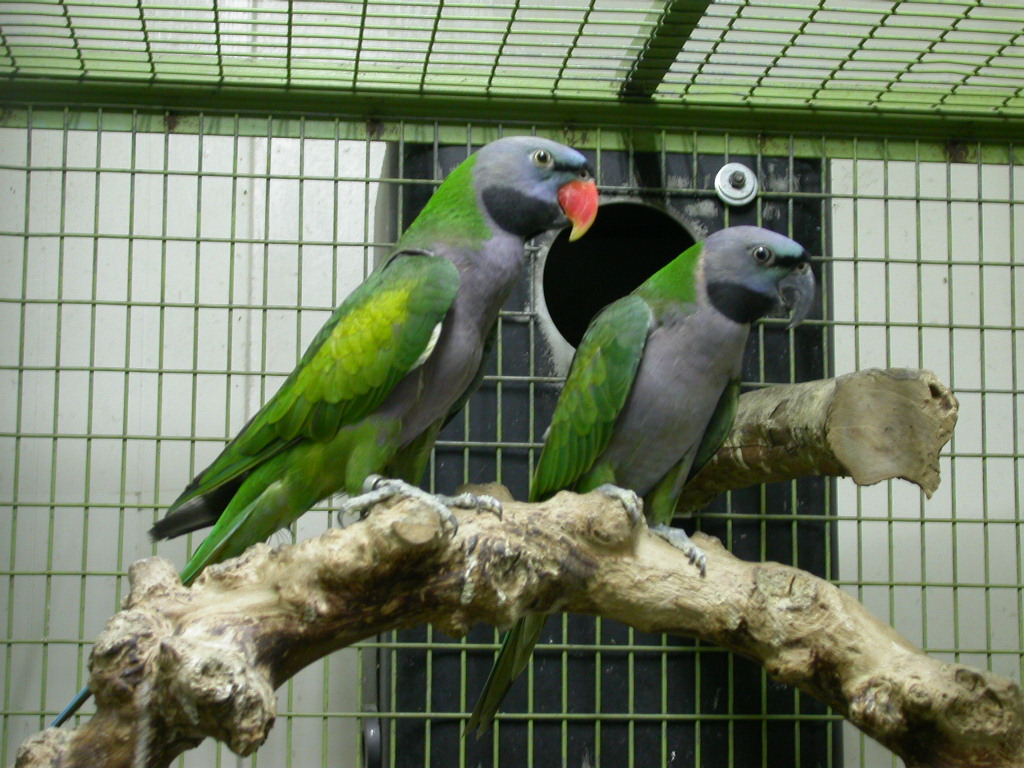
Alexandr čínský
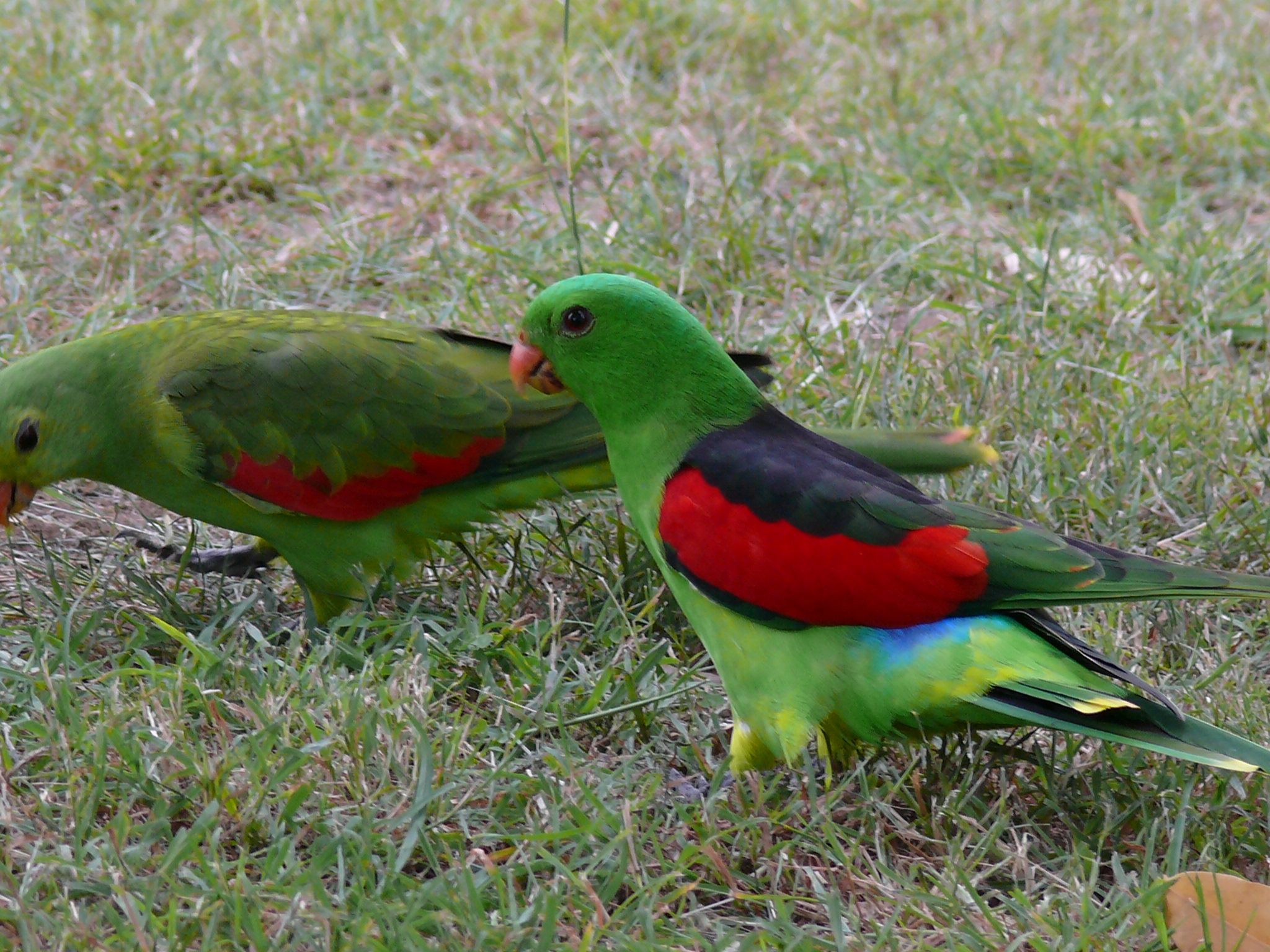
Papoušek červenokřídlý
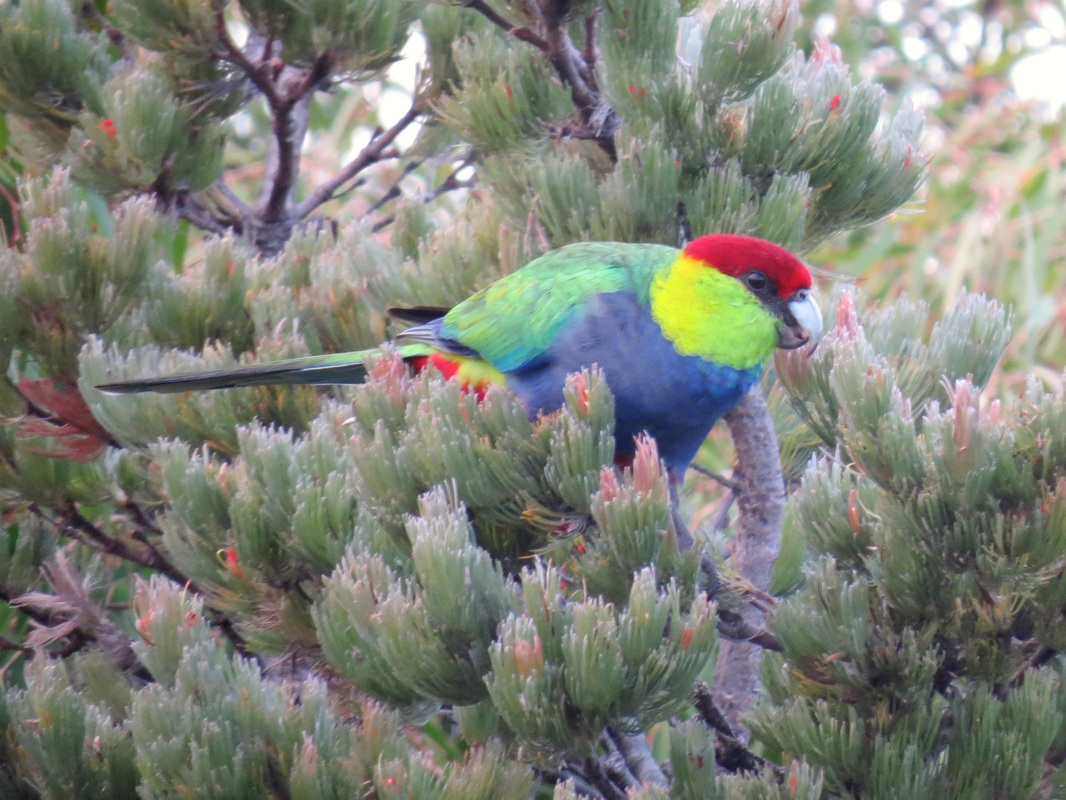
Papoušek červenotemenný